# Courant des Açores

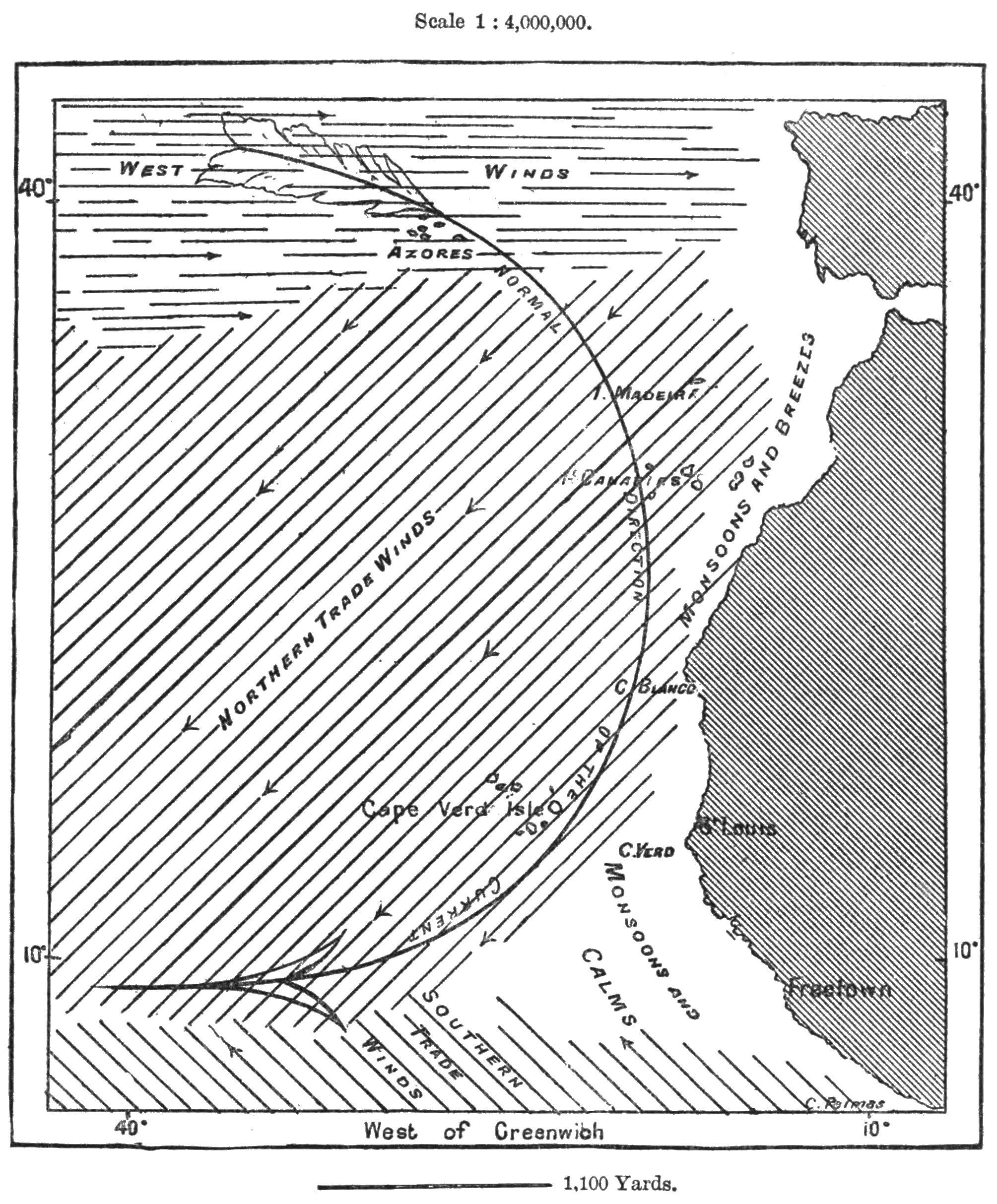
Le courant des Açores représenté au nord de l'anticyclone des Açores.

Le courant des Açores est un courant océanique qui se sépare du Gulf Stream au niveau des Grands Bancs de Terre-Neuve (à 45° N et 45° O).
Le courant des Açores s'écoule vers le sud-est jusqu'à ce qu'il traverse la dorsale médio-atlantique. Ensuite, il part vers l'est jusqu'à s'approcher des côtes africaines. Enfin, il continue vers l'est, vers le golfe de Cadix ou une partie de ses eaux pénètrent dans le détroit de Gibraltar.